# ジョルジュ・ユゴン
ジョルジュ・ユゴン（Georges Hugon, 1904年7月23日 - 1980年6月19日）は、フランスの作曲家。

## 経歴
パリ出身。パリ音楽院でジョルジュ・コサード、ポール・デュカス、ジャン・ギャロン、イシドール・フィリップに師事した。音楽院では1921年に和声とピアノで、1930年に作曲で首席の地位を得た。1934年から1940年までブローニュ＝シュル＝メールの音楽院で教職に就いた。1941年、パリ音楽院でソルフェージュの教授に就任し、1948年からは和声のクラスも担当した。

## 作品
- ノクチューン～ヴァイオリンとピアノのための（1929）
- 弦楽四重奏曲（1931）
- バレエ『シバの女王』（1933）
- 交響曲第1番（1941）
- 交響曲第2番（1949）
- 即興ソナタ～ヴァイオリンとピアノのための（1960）
- 序奏とアレグロ～トロンボーンとピアノのための（1961）
- ピアノ協奏曲（1962）
- 光と影（1965）
- アダージョ～オーボエとピアノのための（1975）
- 交響曲第3番『プロメテウス』（未完）